# Kyrkogatan, Jönköping
Kyrkogatan, ursprungligen Skjutsstallsgatan efter Skjutsinrättningen i Jönköping, är en gata på Väster i Jönköping.
Den nya västra stadsdelen, som först kallades Förstaden, började byggas vid och på de raserade yttre försvarsverken för Jönköpings slott från 1830-talet. Redan på 1600-talet lades Barnarpsgatan ut som en spikrak landsväg söderut mot Lagandalen och Värnamo i det avröjda området väster om slottets yttre befästningsverk. Den blev sedan från 1800-talet huvudgata i nord-sydlig riktning, från huvudgatan Västra Storgatan. Parallellt med Barnarpsgatan anlades på vardera sidorna Trädgårdsgatan och Kyrkogatan, 
Kyrkogatans sträckning fastlades i en stadsplaneutvidgning 1864, men hade en föregångare i en tidigare fältväg omedelbart väster om de yttre befästningsvallarna. Den västra sidan bebyggdes med bostadshus, medan den östra sidan i huvudsak bebyggdes med institutioner, till att börja med Jönköpings läroverk 1864–1867 och Västra folkskolan 1863.
Kyrkogatan hade i norr med en dubbelkrök förbindelse över Västra Storgatan med Vätterstranden genom den korta Parkgatan. Den fick i söder, efter en krök mot sydväst, sin slutpunkt i korsningen Kungsgatan/Barnarpsgatan.

## Byggnader och anläggningar utmed Kyrkogatan
- Jungfru Maria och Sankt Nikolaus kyrka
- Jönköpings rådhus
- Braheparken
- Per Brahegymnasiet
- Tekniska yrkesskolan
- Skjutsinrättningen i Jönköping
- Jönköpings gasverk
- Oxtorget
- Jönköpings gamla brandstation
- Jönköpings Mekaniska Werkstad
- Högskolan i Jönköping

## Bildgalleri

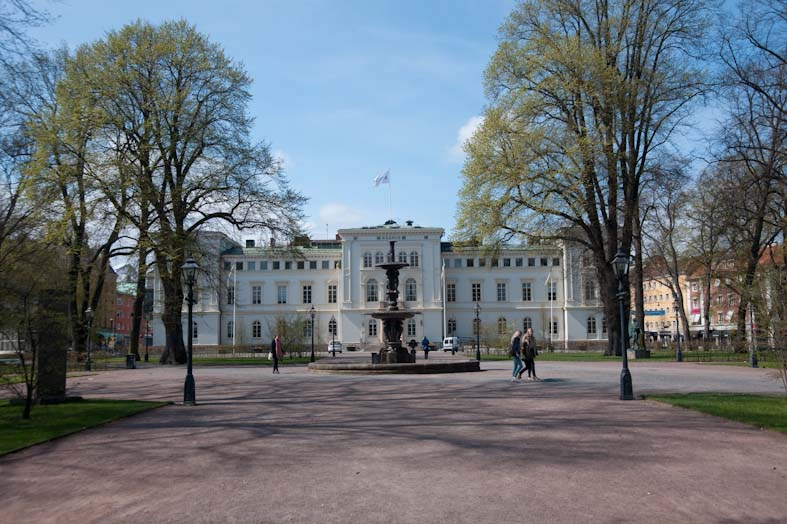
Jönköpings rådhus
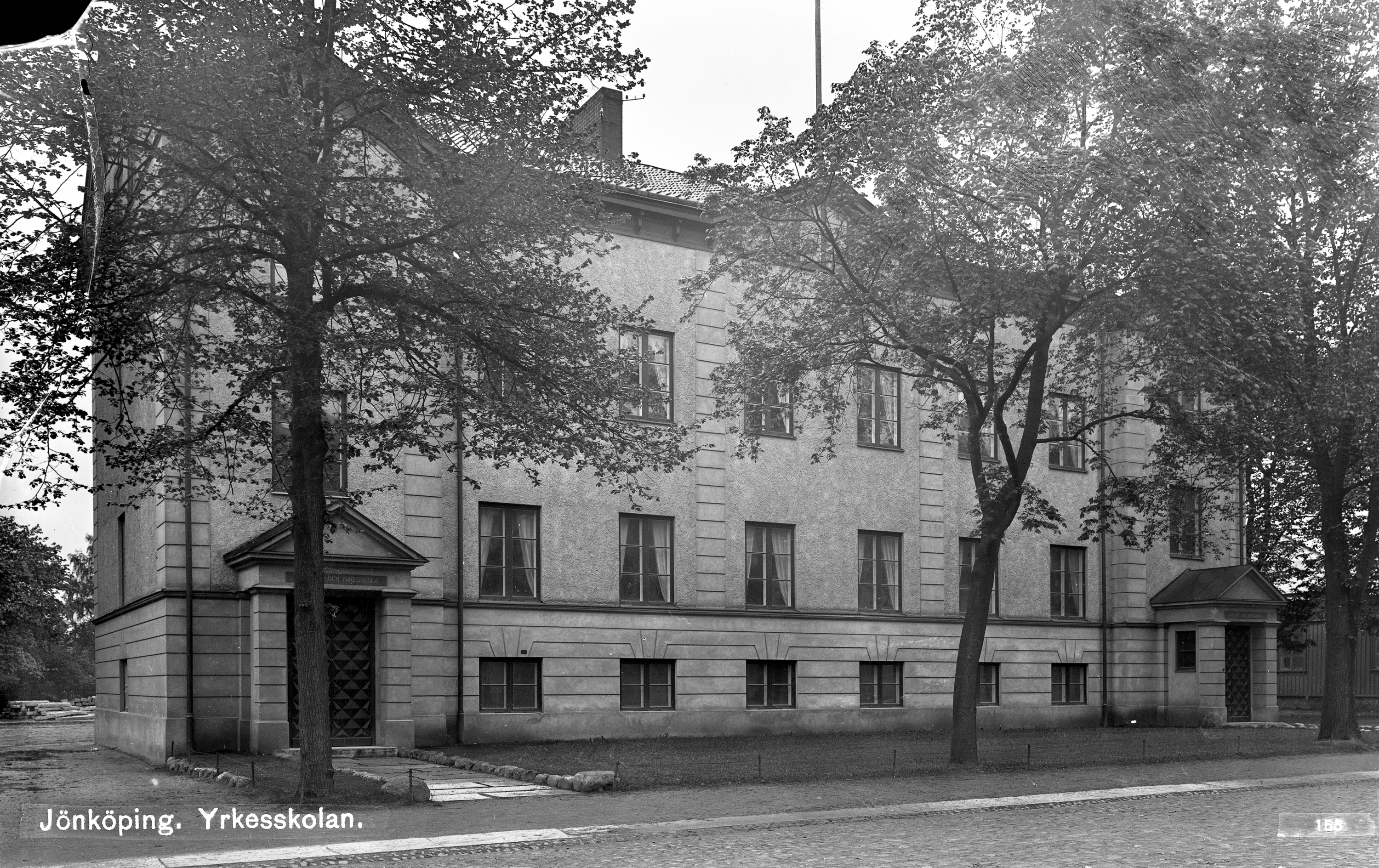
Tekniska yrkesskolan i Jönköping
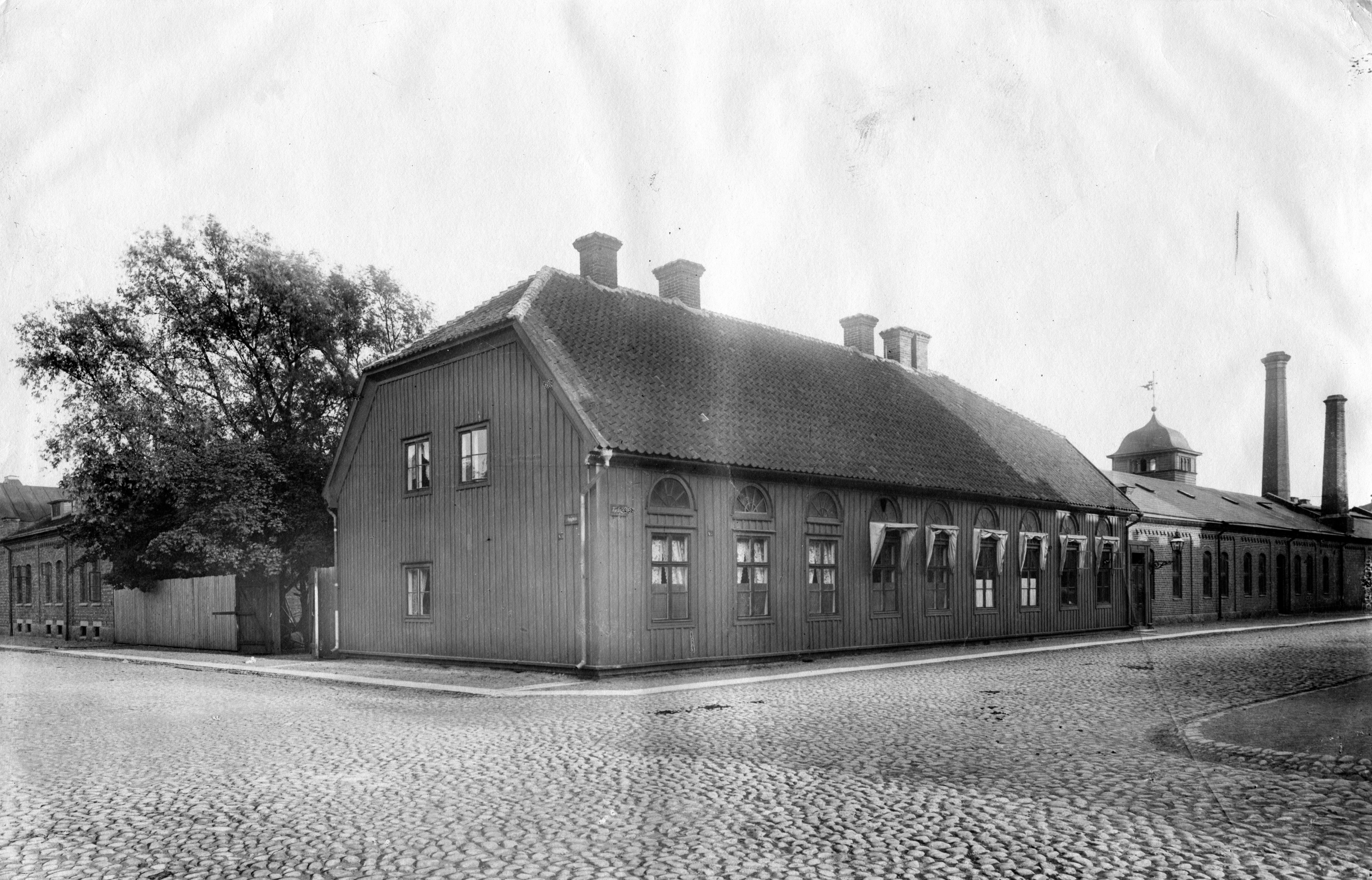
Skjutsinrättningen i Jönköping
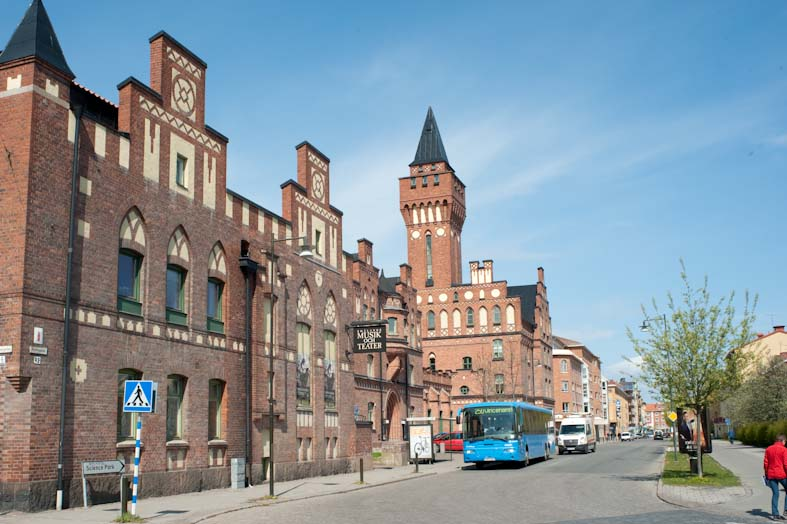
Jönköpings gamla brandstation
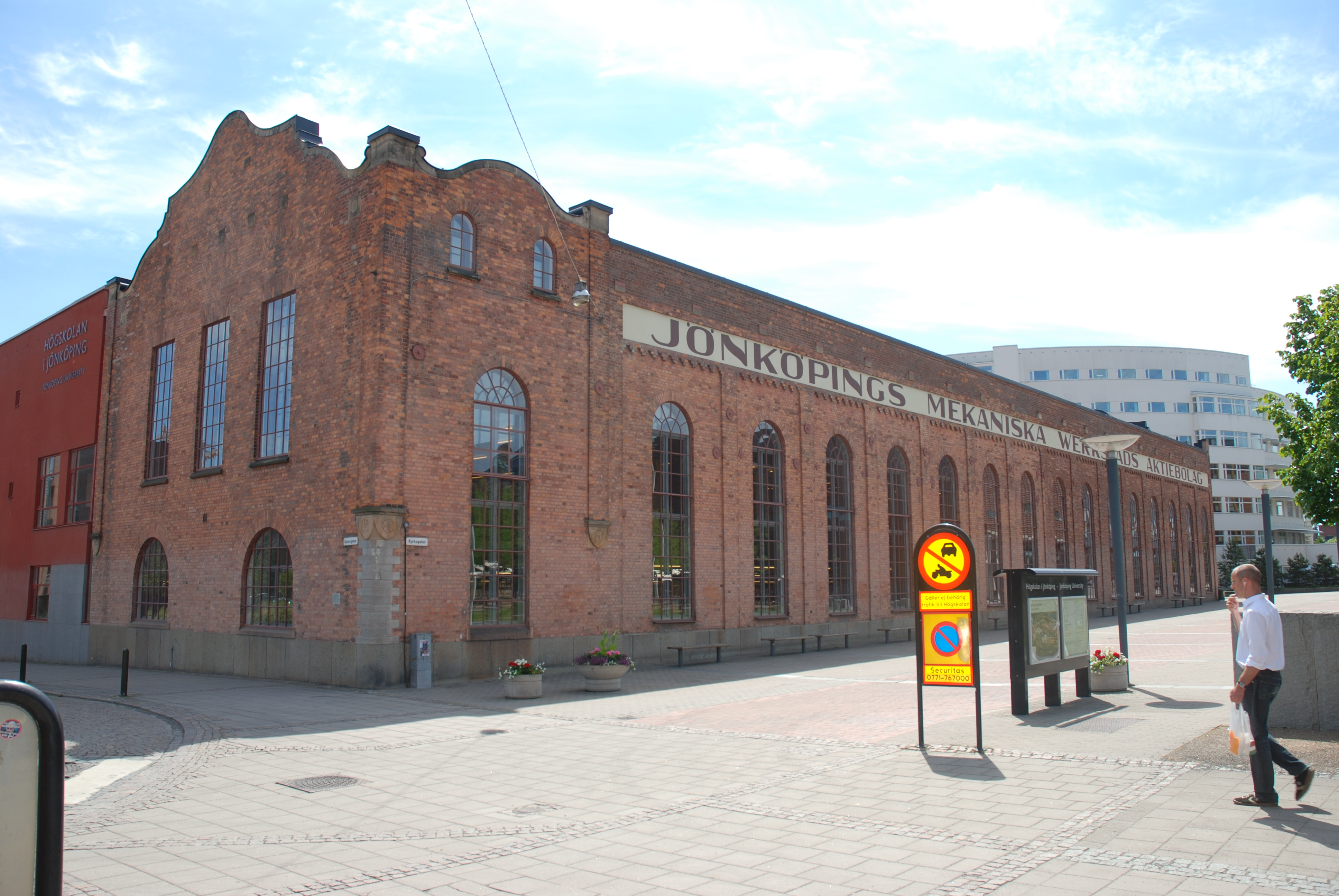
Gjuterihallen på Jönköpings Mekaniska Werkstad